# La Carmagnole
La Carmagnole é uma famosa canção francesa de fins do século XIX que exalta os feitos dos sans-culottes em diversos episódios da Revolução Francesa. Carmagnole é um tipo de jaqueta curta que era utilizada pelas camadas populares de trabalhadores na França de fins do século XVIII.

## Letra
| Letra original em francês                                                                                                | Tradução para português |
| --- | --- |
| 𝄆Madam' Veto avait promis𝄇 𝄆de faire égourger tous Paris.𝄇 Mais son coup a manqué, Grâce a nos canoniers.                | 𝄆Madame Veto prometera𝄇 𝄆degolar toda Paris.𝄇 Mas ela falhou nisso, graças aos nossos artilheiros.                           |
| Refrain: Dansons la carmagnole, vive le son, vive le son Dansons la carmagnole, vive le son du canon!                    | Refrão: Dancemos a carmagnole, viva o som, viva o som Dancemos a carmagnole, viva o som do canhão                            |
| 𝄆Monsieur Veto avait promis𝄇 𝄆d'être fidèle à son pays.𝄇 Mais il y a manqué, Ne faisons plus quartier!                   | 𝄆Senhor Veto prometera𝄇 𝄆ser fiel ao seu país𝄇 Mas ele falhou em ser, não tenhamos piedade!                                  |
| Refrain: Dansons la carmagnole, vive le son, vive le son Dansons la carmagnole, vive le son du canon!                    | Refrão: Dancemos a carmagnole, viva o som, viva o som Dancemos a carmagnole, viva o som do canhão                            |
| 𝄆Le patriote a pour amis𝄇 𝄆tous les bonnes gens du pays,𝄇 mais ils se soutiendront tout au son du canon.                 | 𝄆O patriota tem como amigos𝄇 𝄆Toda a boa gente do país,𝄇 mas eles apoiar-se-ão todos ao som do canhão.                       |
| Refrain: Dansons la carmagnole, vive le son, vive le son Dansons la carmagnole, vive le son du canon!                    | Refrão: Dancemos a carmagnole, viva o som, viva o som Dancemos a carmagnole, viva o som do canhão                            |
| 𝄆L'aristocrate a pour amis𝄇 𝄆tout les royalists à Paris.𝄇 Ils vous les soutiendront tous comme de vrais poltrons.        | 𝄆O aristocrata tem como amigos𝄇 tTodos os monarquistas em Paris,𝄇 Eles apoiar-vos-ão, como verdadeiros covardes.             |
| Refrain: Dansons la carmagnole, vive le son, vive le son Dansons la carmagnole, vive le son du canon!                    | Refrão: Dancemos a carmagnole, viva o som, viva o som Dancemos a carmagnole, viva o som do canhão                            |
| 𝄆Amis, restons toujours unis!𝄇 𝄆Ne craignons pas nos ennemis;𝄇 s'il viennent nous attaquer, nous les faront sauter!      | 𝄆Amigos, permaneçam sempre juntos!𝄇 𝄆Não temam nossos inimigos;𝄇 se eles nos atacarem, nós os explodiremos!                  |
| Refrain: Dansons la carmagnole, vive le son, vive le son Dansons la carmagnole, vive le son du canon!                    | Refrão: Dancemos a carmagnole, viva o som, viva o som Dancemos a carmagnole, viva o som do canhão                            |
| 𝄆Oui, je suis un sans-culotte, moi𝄇 𝄆En depit des amis du roi!𝄇 Vivant les Marsellois, les bretons e nos lois.           | 𝄆Sim, eu sou um sans-culotte;𝄇 𝄆em despeito dos amigos do rei.𝄇 Vivam os marselheses, os bretões e nossas leis.              |
| Refrain: Dansons la carmagnole, vive le son, vive le son Dansons la carmagnole, vive le son du canon!                    | Refrão: Dancemos a carmagnole, viva o som, viva o som Dancemos a carmagnole, viva o som do canhão                            |
| 𝄆Oui, nous nous souviendrons toujours𝄇 𝄆des sans-culottes des faubourgs!𝄇 A leur santé buvons, Vivant ces francs lurons! | 𝄆Sim, nós lembrar-nos-emos para sempre𝄇 𝄆dos sans-culottes dos subúrbios!𝄇 Bebamos à sua saúde, vivam esses francos de Lure! |
| Refrain: Dansons la carmagnole, vive le son, vive le son Dansons la carmagnole, vive le son du canon!                    | Refrão: Dancemos a carmagnole, viva o som, viva o som Dancemos a carmagnole, viva o som do canhão                            |